# Аравийская пятнистая акула
Аравийская пятнистая акула (лат. Bythaelurus alcockii) — один из видов рода (Bythaelurus), семейства кошачьих акул (Scyliorhinidae).

## Таксономия
Впервые этот вид был описан в 1913 году пенсильванским натуралистом Самуэлем Гарманом в журнале «Memoirs of the Museum of Comparative Zoology». Голотип и единственный известный представитель этого вида хранился в Индийском музее в Калькутте и в настоящее время, вероятно, утрачен. Данных о биологии нет.

## Ареал
Это эндемичный глубоководный вид, обитающий в Аравийском море. Голотип представлял собой особь длиной менее 30 см, которая была поймана в Аравийском море на глубине между 1134 м и 1262 м.

## Взаимодействие с человеком
Данных для оценки статуса сохранности вида недостаточно.